# اسدالله خان کردستانی
میرزا اسدالله خان معروف به کردستانی نماینده سنندج در دوره‌های دوم تا پنجم مجلس شورای ملی ود.

## کار در گمرک و پست
در مدرسه سلطانی استانبول تحصیل کرد و پس از بازگشت به ایران در گمرک طهران مشغول به کار شد. سپس مأمور به گمرک آذربایجان شد و پس از مدتی از خدمت گمرک خارج و در پستخانه مرکزی در تهران در شعبه بسته‌های امانتی به کار پرداخت.
در حدود سال ۱۲۸۴ خورشیدی گویا به واسطه عدم امانت‌داری از پست اخراج و راهی اروپا شد. در اروپا به تجارت پرداخت و از جمله به خرید و قاچاق فشنگ به ایران می‌پرداخت. پس از پایان استبداد صغیر و فتح تهران در سال ۱۲۸۸ به ایران بازگشت و به واسطه دوستی که در اروپا با مشروطه‌خواهان پیدا کرده بود،  در دوره دوم مجلس شورای ملی از کردستان به نمایندگی انتخاب شد. 

## نمایندگی مجلس
در ششم بهمن ۱۲۸۹ سخنان تندی علیه ذکاءالملک (محمدعلی فروغی) رئیس مجلس کرد که به قهر و استعفای او از ریاست مجلس انجامید. او ذکاء‌الملک را متهم کرد که رعایت بی‌طرفی را نمی‌کند و از عهده اداره مجلس برنمی‌آید. ذکاء‌الملک پس از آنکه جواب اسدالله خان را داد به حالت قهر جلسه را ترک گفت و نمایندگان هم بجز ده پانزده نفر او را همراهی کردند. شیخ اسماعیل هشترودی اعلام کرد که در اعتراض به سخنان میرزا اسدالله خان، او و دیگر نمایندگان آذربایجان استعفا می‌دهند. پس از نزدیک به یک ساعت، نمایندگان برگشتند و جلسه با سخنان میانجی گرانه سید حسن مدرس و سخنان ذکاء‌الملک از سرگرفته شد. در پایان جلسه، ۳۷ تن از نمایندگان با امضای نامه ای نسبت به سخنان میرزا اسدالله کردستانی علیه ذکاءالملک ابراز تنفر کردند. با این حال ذکاءالملک و سید نصرالله اخوی نایب رئیس مجلس از مقام خود استعفا دادند.
اسدالله خان پیش از آنکه دوران نمایندگی اش به پایان برسد در دهم شهریور ۱۲۹۰ خورشیدی معاون معاضدالسلطنه پیرنیا وزیر پست و تلگراف شد و از مجلس رفت. پس از مدتی همراه با ناصرالملک نایب‌السلطنه به اروپا سفر کرد. سپس شرکتی برای حمل و نقل به اروپا راه انداخت اما کارش نگرفت.
اسدالله خان در دوره سوم مجلس در سال ۱۲۹۳ بار دیگر به نمایندگی انتخاب شد و در این دوره هم از جوانترین نمایندگان بود. 

## تمبر خیام
اسدالله خان با موقعیتی که در وزارت پست و تلگراف داشت، در سال ۱۲۹۵ امتیاز چاپ تمبر سالگرد تاجگذارى احمد شاه را گرفت اما به سبب جنگ در اروپا، کار چاپ تمبرها پیش نرفت. سپس امین (رئیس) مالیه کرمان شد. بیست روز پس از کودتای سوم اسفند ۱۲۹۹، به پیشنهاد اسدالله خان، سید ضیاءالدین طباطبایی نخست وزیر وقت امتیاز چاپ ده هزار سری تمبر تاجگذارى را به او داد که تاریخ کودتا یعنی سوم اسفند روی آن درج شود.
پس از آنکه کابینه سیدضیاء سقوط کرد، قوام‌السلطنه که ریاست دولت را به دست گرفت با چاپ این تمبر مخالفت کرد اما تمبرها چاپ و تعدادی هم پخش شده بود. قوام‌السلطنه دستور داد تمام این تمبرها از پستخانه جمع‌آوری کنند و آتش بزنند، بجز سیصد سری از تمبرها که برای یادگاری به خود اسدالله خان دادند. اسدالله خان ادعای خسارت کرد و قوام‌السلطنه برای جبران این خسارت به او امتیاز چاپ تمبر هشتصدمین سالگرد عمر خیام را داد که با سال ۱۹۲۳ میلادی مطابق می شد. اسدالله خان کردستانى به اروپا رفت و ده هزار سری تمبر چاپ کرد که در ۱۵۰۰ سری را در مرحله اول برای به جریان انداختن به تهران فرستاد اما دکتر میلسپو رئیس کل مالیه مخالفت کرد و در نتیجه اسدالله خان بار دیگر شکایت و ادعای خسارت کرد که به دعوائی طولانی میان او و دولت انجامید.
اسدالله خان پس با بازگشایی مجلس شورای ملی پس از سقوط کابینه سید ضیاء در تابستان ۱۳۰۰ بار دیگر به عنوان نماینده سنندج به مجلس رفت (دوره چهارم) و در دوره بعد نیز کرسی خود را حفظ کرد.